# Ночелюб рудий
Ночелюб рудий (лат. Notiophilus rufipes) — рід жужелиці, що походить з Палеарктики та Близького Сходу.